# Paradictyna rufoflava
Paradictyna rufoflava är en spindelart som först beskrevs av Chamberlain 1946.  Paradictyna rufoflava ingår i släktet Paradictyna och familjen kardarspindlar. Inga underarter finns listade i Catalogue of Life.